# Antonio D'Achiardi
Antonio D'Achiardi (né le 28 novembre 1839 à Pise et mort dans cette même ville le 10 décembre 1902) est un minéralogiste italien du XIXe siècle.

## Biographie
Antonio D'Achiardi naît le 28 novembre 1839 à Pise.
Il était titulaire de la chaire de minéralogie et pétrographie de l’Université de Pise.
Il a été le premier à donner la description d’un minéral nouveau depuis nommé Dachiardite, découverte par son fils Giovanni dans une pegmatite granitique près de San Piero di Campo à l'Île d'Elbe.
Initialement orienté vers la chimie, il est nommé « aide provisoire » du laboratoire de chimie générale par le professeur Sebastiano De Luca en 1859. Le 22 février 1860, alors qu’il était occupé à la préparation d’acide nitrique, il est blessé par des projections ce qui lui vaut la perte de son œil gauche. Par la même il doit abandonner le laboratoire de chimie, et va alors se consacrer en autodidacte à l’étude de la minéralogie.
Avec Quintino Sella et George Strüver il est considéré comme l'un des fondateurs de cette science en Italie.
En 1873 il est nommé professeur ordinaire de minéralogie à Pise, et dès 1881 il met en place un laboratoire et un musée de minéralogie.

## Honneurs
Secrétaire de la « Société Toscane de Sciences Naturelles » dès 1874.
En 1875, il est décoré de la médaille d’or de l’ « Académie des Sciences de Modène », à la suite de sa publication de « la minéralogie de la Toscane.»
D'Anghiari  fut par ailleurs l’auteur d’un Poème scientifique  « La Terre » en 35 chants, inspiré du 3e chant de La Divine Comédie de Dante.

## Publications
Liste non exhaustive (en italien) :
- 1866. Corallari fossili del terreno nummulitico delle Alpi Venete. Parte 1ª con 5 tavole; pag. 54 in 4°. Memorie della Società italiana di Scienze naturali, tomo II, n. 4. Milano.
- 1867. Corallari fossili del terreno nummulitico nelle Alpi Venete. Catalogo e Brevi note, pag. 18 in 4°. Pisa.
- 1867. D'alcune caverne e brecce ossifere dei monti pisani. Il Nuovo Cimento. Pisa.
- 1868. Corallari fossili del terreno nummulitico delle Alpi Venete. Parte 2ª con 8 tavole, pag. 32 in 4°. Memorie della Società italiana di Scienze naturali, tomo IV, n. 1. Milano.
- 1868. Studio comparato fra i corallari dei terreni terziari del Piemonte e delle Alpi Venete, pag. 74 in 4° con 2 tavole. Pisa.
- 1872. Mineralogia della Toscana. 2 volumi di pag. 276e 406 in 8°. Pisa. 1875. Sulla cordierite nel granito normale dell’Elba e sulle correlazioni delle rocce granitiche alle trachitiche, pago 12 in 8° grande. Pisa.
- 1875. Coralli eocenici del Friuli, pag. 102 in 8° grande con 6 tavole.Estratto dagli Atti della Soc. tosc. di Sc. nat., Memorie, vol. I. Pisa.
- 1877. Miniere di mercurio in Toscana, pago 19 in 8° grande con una tavola. Atti Soc. tosc. di Sc. nat., Memorie, vol. III. Pisa.
- 1877. Minerali toscani (Ematite, Baritina, Farmacosiderite, Preenite, Epidoto, Sperchise), pag. 6 in 8° grande con figure nel testo. Atti Soc. tosc. di Sc. nat., Memorie, vol. III. Pisa.
- 1878. Sull’immagine dell’acido borico e dei borati, pag. 20 in 8° grande. Atti Soc. tosc. di Sc. nat., Memorie, vol. III. Pisa.
- 1879. Coralli giurassici dell’Italia settentrionale, pag. 80 in 8° grande con 4 tavole doppie. Atti Soc. tosc. di Sc. nat., Memorie, vol. IV. Pisa.
- 1882. Il gabbro rosso, pag. 3 in 8° grande. Atti Soc. tosc. di Sc. natur., Processi verbali, vol. III. Pisa.
- 1883. I metalli, loro minerali e miniere, 2 volumi in 8° grande di pag. 403e 634. Pisa.
- 1885. Della trachite e del porfido quarzifero di Donoratico presso Castagneto nella Provincia di Pisa, pag. 28 in 8° grande con 2 tavole. Atti Soc. tosc. di Sc. nat., Memorie, vol. VIII. Pisa.
- 1885. Diabase e diorite dei Monti del Terriccio e di Riparbella, pag. 9 in 8° grande. Atti Soc. tosc. di Sc. nat., Processi verbali, vol. IV. Pisa.
- 1885. Tormalinolite del Bottino nelle Alpi Apuane, pag. 4 in 8° grande. Atti Soc. tosc. di Sc. nat., Processi verbali, vol. IV. Pisa.
- 1887. Rocce ottrelitiche delle Alpi Apuane, pag. 16 in 8° grande con 1 tavola. Atti Soc. tosc. di Sc. nat., Memorie, vol. VIII. Pisa.
- 1888. Guida al Corso di Litologia. Un volume di 435 pagine in 8° grande. Pisa.
- 1892. Le rocce del Verrucano nelle Valli di Asciano e di Agnano nei Monti Pisani, pag. 25 in 8° grande. Atti Soc. tosc. di Sc. natur., Memorie, vol. XII. Pisa.
- 1900. Guida al corso di Mineralogia. Un volume di pagine 399 in 8° con 381 figure nel testo. Pisa.
- 1902. Considerazioni sull’acqua di cristallizzazione, pag. 13 in 8° grande. Atti Soc. tosc. di Sc. nat., Memorie, vol. XVIII. Pisa.

## Espèces minérales décrites
- bombiccite 1869. Décrite avec Bomicci et Bechi[2]. (Synonyme de Hartite).
- frigidite : Variété nickélifère de tétraédrite, de formule (Cu, Ni)3SbS3. Décrite en 1881, dans la mine de Frigido, Massa, Massa-Carrara, Toscane, Italie[3].
- regnolite  1883 (Synonyme de tennantite).